# Meitetsu
Meitetsu (名鉄), voluit bekend als de Nagoya Spoorwegmaatschappij (Japans: 名古屋鉄道株式会社, Nagoya Tetsudō Kabushiki-gaisha), is een Japanse, private spoorwegmaatschappij die actief is in de prefecturen Aichi en Gifu.

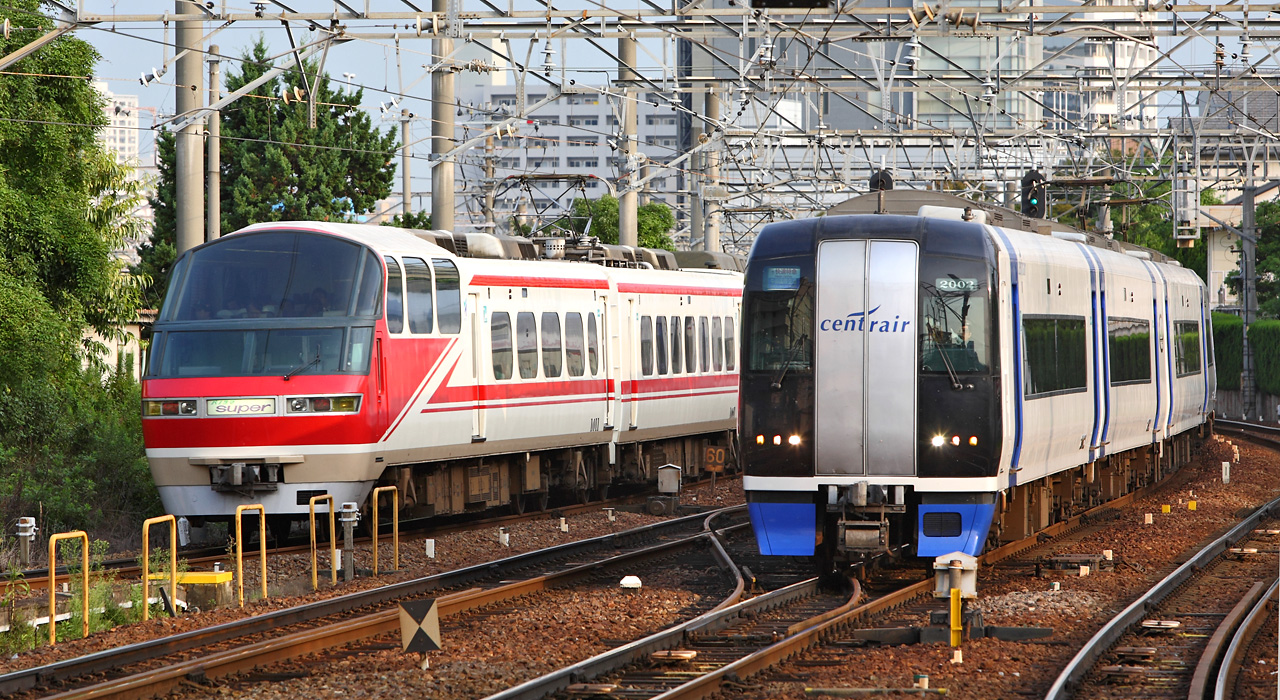
Meitetsu Panorama Super (links) & luchthaventrein μ-Sky (rechts)

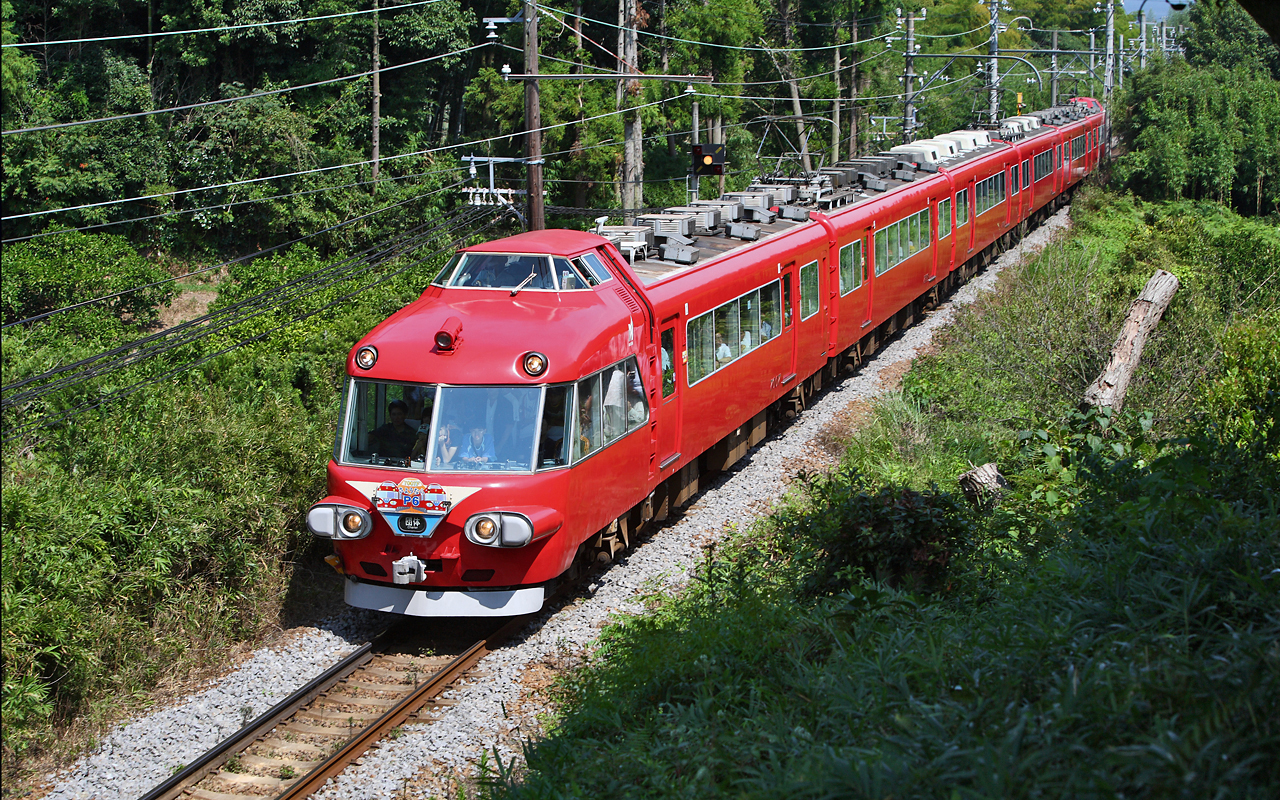
Meitetsu 7000-serie "Panorama Car"

Het is een onderdeel van de Meitetsu-groep (名鉄グループ, Meitetsu Gurūpu) die actief is in de transportsector, retail en onroerende goederen. Zo bezit het bedrijf naast de spoorwegmaatschappijen (Toyohashi Tetsudō, Hokuriku Tetsudō, Ōigawa Tetsudō etc.), ook bussen (zowel lokaal als langere afstanden) en taxi's. De Nagoya Spoorwegmaatschappij vormt de kern van de Meitetsu-groep. De spoorwegmaatschappij werd gesticht in 1894. Dagelijks maken ongeveer 940.000 passagiers gebruik van de maatschappij. Haar netwerk strekt zich over een afstand van 445,4 km. Het verbindt de drie belangrijkste steden van de regio Toyohashi, Nagoya en Gifu. De maatschappij baat ook de spoorlijn uit die Nagoya met de Luchthaven Chūbu verbindt.

## Lijnen
| Richting            | Naam                | Japans     | Eindstations                              | Lengte (km) |
| ------------------- | ------------------- | ---------- | ----------------------------------------- | ----------- |
| Hoofdlijn           | ■ Nagoya-lijn       | 名古屋本線 | Toyohashi - Gifu                          | 99,8        |
| Westelijk Gifu      | ■ Hashima-lijn      | 羽島線     | Shin Hashima - Egira                      | 1,3         |
| Westelijk Gifu      | ■ Takehana-lijn     | 竹鼻線     | Kasamatsu - Egira                         | 10,3        |
| Westelijk Gifu      | ■ Bisai-lijn        | 尾西線     | Yatomi - Tamanoi                          | 30,9        |
| Westelijk Gifu      | ■ Tsushima-lijn     | 津島線     | Sukaguchi - Tsushima                      | 11,8        |
| Oostelijk Gifu      | ■ Kakamigahara-lijn | 各務原線   | Gifu - Shin-Unuma                         | 17,6        |
| Oostelijk Gifu      | ■ Inuyama-lijn1     | 犬山線     | Biwajima (spoorwegknooppunt) - Shin-Unuma | 26,8        |
| Oostelijk Gifu      | ■ Hiromi-lijn       | 広見線     | Inuyama - Mitake                          | 22,3        |
| Westelijk Toyohashi | ■ Chikkō-lijn       | 築港線     | Ōe - Higashi Nagoyako                     | 1,5         |
| Westelijk Toyohashi | ■ Tokoname-lijn     | 常滑線     | Jingū-mae - Tokoname                      | 29,3        |
| Westelijk Toyohashi | ■ Luchthaven-lijn   | 空港線     | Tokoname - Chūbukokusaikūkō               | 4,2         |
| Westelijk Toyohashi | ■ Kōwa-lijn         | 河和線     | Ōtagawa - Kōwa                            | 28,8        |
| Westelijk Toyohashi | ■ Chita Shin-lijn   | 知多新線   | Fuki - Utsumi                             | 13,9        |
| Oostelijk Toyohashi | ■ Toyota-lijn1      | 豊田線     | Umetsubo - Akaike                         | 15,2        |
| Oostelijk Toyohashi | ■ Mikawa-lijn       | 三河線     | Sanage - Hekinan                          | 39,8        |
| Oostelijk Toyohashi | ■ Nishio-lijn       | 西尾線     | Shin Anjō - Kira Yoshida                  | 24,7        |
| Oostelijk Toyohashi | ■ Gamagōri-lijn     | 蒲郡線     | Kira Yoshida - Gamagōri                   | 17,6        |
| Oostelijk Toyohashi | ■ Toyokawa-lijn     | 豊川線     | Kō - Toyokawa-Inari                       | 7,2         |
| Secundair           | ■ Seto-lijn         | 瀬戸線     | Sakaemachi - Owari Seto                   | 20,6        |
| Secundair           | ■ Komaki-lijn2      | 小牧線     | Kamiiida - Inuyama                        | 20,4        |

1 loopt verder naar/van de Metro van Nagoya ■ Tsurumai-lijn

2 loopt verder naar/van de Metro van Nagoya ■ Kamiiida-lijn